# Hermann Kesten

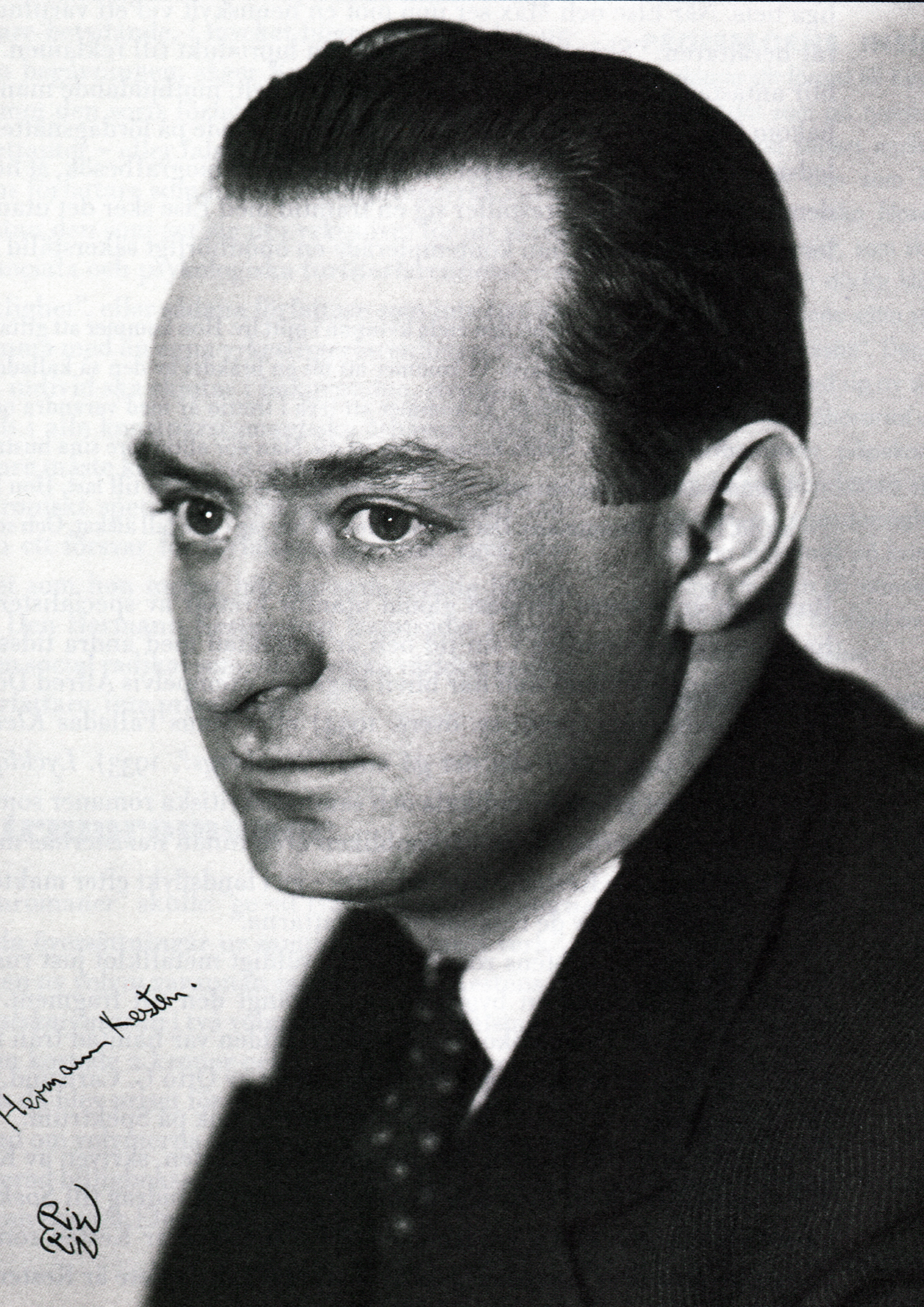
Hermann Kesten. Foto cirka 1935.

Hermann Kesten, född den 28 januari 1900 i Podwoloczyska, Galicien, Österrike-Ungern (nu Ukraina), död den 3 maj 1996 i Basel, var en tyskspråkig författare av judisk härkomst, från 1940 verksam i USA.

## Biografi
År 1904 flyttade Kesten tillsammans med sin familj till Nürnberg där han tillbringade sin skoltid. Efter gymnasieexamen studerade han juridik, ekonomi, men även historia, tysk litteratur och filosofi i Erlangen och Frankfurt am Main under åren 1919 – 23. 
Kesten debuterade 1926 med en novell publicerad i Frankfurter Zeitung och 1928 gavs hans första roman Josef sucht die Freiheit ut. Han flyttade till Berlin 1927 och arbetade först som författare, men senare också som föreläsare på Kiepenheuer.
Kesten var under mellankrigsåren, som författare och som redaktör för flera antologier, en framstående representant för den ”den nya objektiviteten”. Hans produktion kan erinra om Hans Falladas, men den rymmer också häftiga angrepp på nazismen.
År 1933 flydde han till Frankrike där han fortsatte sitt författarskap och publicerade flera romaner innan han 1939, under en kort tid, placerades i ett interneringsläger som ”fientlig utlänning”. 
Kesten flydde 1940 till USA där han under ett par år, främst i New York, bl. a. hjälpte tyskspråkiga författare och konstnärer från förföljelsen av den nazistiska regimen i Tyskland. År 1949 fick han amerikanskt medborgarskap. Samma år deltog han i den internationella PEN-kongressen i Venedig och återförenades då med sina gamla vänner och kolleger från Tyskland. Han blev 1950 ledamot av Akademie der Wissenschaften und der Literatur i Mainz och korresponderande medlem i Deutschen Akademie für Sprache und Dichtung i Darmstadt.
År 1953 flyttade Kesten till Rom där han arbetade fram till 1977, då han efter sin hustrus bortgång flyttade till Basel och tillbringade de sista åren av sitt liv på det judiska ålderdomshemmet La Charmille i Riehen nära Basel. Under åren 1972 – 77 tjänstgjorde han också som ordförande i PEN-Zentrums der Bundesrepublik Deutschland.

### Hedersbetygelser
Bland utmärkelser som tilldelats Kesten kan nämnas
- Georg Büchner-priset, 1974,
- Nelly Sachs Kulturpreis der Stadt Dortmund, 1977,
- Hedersdoktorat vid universitetet i Erlangen-Nürnberg, 1978,
- Hedersmedborgare i staden Nürnberg, 1980,
- Hedersdoktor vid Freien Universität Berlin, 1982.